# La Voz de Reus
La Voz de Reus va ser un diari monàrquic conservador que es va publicar a la ciutat de Reus del 2 de setembre de 1930 al 23 de maig de 1931.
S'imprimia a Tarragona, a la impremta de La Voz de la Provincia, periòdic amb el que tenia totes les afinitats, però tenia la seva redacció al carrer de Güell i Mercader, 4, principal, de Reus. En format gran foli, sortia habitualment amb 18 pàgines, encara que alguns, pocs, presentaven 4 o 6 pàgines. D'ideologia monàrquica, defensava, ja al final de la dictadura del general Berenguer, els drets d'Alfons XIII. Segons Josep M. Figueres era un periòdic conservador-espanyolista. Amb molt bona presentació, oferia sovint la fotografia d'un personatge amb una breu biografia, com és el cas de Baldomero Argente, del comte de Romanones, de Joan Prim i Prats, de Manuel García Prieto, i d'altres. També publicava fotografies d'algun monument fent-ne el comentari.
Publicava tota mena de notícies (polítiques, socials, esdeveniments, assassinats, etc.), però sempre amb una clara ideologia. La llengua era la castellana, però alguns articles i seccions sortien escrits en català. El director era J. Jiménez. Els corresponsals no firmaven amb el seu nom i deien "corresponsal" al peu de la notícia. Uns quants col·laboradors habituals signaven amb el seu nom o amb pseudònim: Antonio Cleofé, Duranas, Arturo P. Foriscot, el marqués de Lozoya, Julio Escobar, P.C. de C. i d'altres. Tenia diverses seccions fixes: "Un comentario al día", "D'Ací d'allà", "La Voz de los pueblos", "Información nacional i extranjera", enviada a través de telegrames o telefònicament pels redactors de Madrid i Barcelona, "Últimas noticias" rebudes a les dues de la matinada. Els temes que tractava eren sempre polítics, tant locals com estatals. Les notícies tant de Reus com de Tarragona tenien una secció especial, i hi havia un apartat dedicat als pobles de la comarca.
A les eleccions municipals de 1931 defensava la candidatura de la coalició de centre i dreta. Davant el resultat, el dia 15 va publicar un article titulat: "Los sucesos políticos de ayer. Se proclama la República en Tarragona". El dia 16 a l'article "Ante el nuevo régimen. Nuestro criterio", deien que acataven el nou règim sense que això signifiqués renunciar als ideals de sempre. Finalment, el dia 23 de maig comunicaven als seus lectors que "... acatando cordial e incondicionalmente la voluntad nacional, acuerdan prestar su apoyo al nuevo régimen republicano" i s'acomiadaven.